# Philenora disticha
Philenora disticha là một loài bướm đêm thuộc phân họ Arctiinae, họ Erebidae.